# Femme de l'année (Estonie)
Femme de l'année (estonien : Aasta naine) est un prix décerné par l'association estonienne des femmes professionnelles.

## Lauréates
- 1993 : Daisy Järva
- 1994 : Heidi-Ingrid Maaroos
- 1995 : Aino Valgma
- 1996 : Annely Ojastu
- 1997 : Ivi Eenmaa
- 1998 : Liis Klaar
- 1999 : Tiia-Ester Loitme
- 2000 : Žanna Botvinkina
- 2001 : Leida Kikka
- 2002 : Merike Martinson
- 2003 : Birute Klaas
- 2004 : Marika Mikelsaar
- 2005 : Signe Ratso
- 2006 : Maie Orav
- 2007 : Anna Levandi
- 2008 : Kauksi Ülle
- 2009 : Aet Maatee
- 2010 : Kristina Šmigun-Vähi
- 2011 : Tea Varrak
- 2012 : Maike Parve
- 2013 : Katri Raik
- 2014 : Reet Aus
- 2015 : Marina Kaljurand
- 2016 : Helve Särgava
- 2017 : Mari-Liis Lill
- 2018 : Eva Truuverk
- 2019 : Emöke Sogenbits